# Illegal Romeo part 1
Illegal Romeo part I is het tiende studioalbum van de Nederlandse zanger René Froger. Het werd in 1996 uitgebracht, in het najaar van 1996 gevolgd door Illegal Remeo Part I. Het album werd succesvol en behaalde de status van platina. Op het album staan wat nummers die zijn opgenomen in New York. Ook was er een gelijknamige concerttournee. Vanwege vele verzoeken zijn er een paar extra concerten ingevoegd, en dat maakte de tournee ook succesvol.

## Tracklist
1. In dreams
2. The girl's so right for me
3. You're the story of my life
4. That's when I'll stop loving you
5. In a quiet moment
6. If you don't know
7. Don't wanna love ya
8. What if(I still had you)
9. Anything you ask
10. Heart be strong
11. Love is on the way
12. The number one
13. Wild rhythm(European Mix Part I)

## Hitnotering

### Illegal Romeo Part I (album)
| Hitnotering: 07-09-1996 t/m 21-12-1996 04-01-1997 t/m 08-03-1997 | Hitnotering: 07-09-1996 t/m 21-12-1996 04-01-1997 t/m 08-03-1997 | Hitnotering: 07-09-1996 t/m 21-12-1996 04-01-1997 t/m 08-03-1997 | Hitnotering: 07-09-1996 t/m 21-12-1996 04-01-1997 t/m 08-03-1997 | Hitnotering: 07-09-1996 t/m 21-12-1996 04-01-1997 t/m 08-03-1997 | Hitnotering: 07-09-1996 t/m 21-12-1996 04-01-1997 t/m 08-03-1997 | Hitnotering: 07-09-1996 t/m 21-12-1996 04-01-1997 t/m 08-03-1997 | Hitnotering: 07-09-1996 t/m 21-12-1996 04-01-1997 t/m 08-03-1997 | Hitnotering: 07-09-1996 t/m 21-12-1996 04-01-1997 t/m 08-03-1997 | Hitnotering: 07-09-1996 t/m 21-12-1996 04-01-1997 t/m 08-03-1997 | Hitnotering: 07-09-1996 t/m 21-12-1996 04-01-1997 t/m 08-03-1997 | Hitnotering: 07-09-1996 t/m 21-12-1996 04-01-1997 t/m 08-03-1997 | Hitnotering: 07-09-1996 t/m 21-12-1996 04-01-1997 t/m 08-03-1997 | Hitnotering: 07-09-1996 t/m 21-12-1996 04-01-1997 t/m 08-03-1997 | Hitnotering: 07-09-1996 t/m 21-12-1996 04-01-1997 t/m 08-03-1997 | Hitnotering: 07-09-1996 t/m 21-12-1996 04-01-1997 t/m 08-03-1997 | Hitnotering: 07-09-1996 t/m 21-12-1996 04-01-1997 t/m 08-03-1997 | Hitnotering: 07-09-1996 t/m 21-12-1996 04-01-1997 t/m 08-03-1997 | Hitnotering: 07-09-1996 t/m 21-12-1996 04-01-1997 t/m 08-03-1997 | Hitnotering: 07-09-1996 t/m 21-12-1996 04-01-1997 t/m 08-03-1997 | Hitnotering: 07-09-1996 t/m 21-12-1996 04-01-1997 t/m 08-03-1997 | Hitnotering: 07-09-1996 t/m 21-12-1996 04-01-1997 t/m 08-03-1997 | Hitnotering: 07-09-1996 t/m 21-12-1996 04-01-1997 t/m 08-03-1997 | Hitnotering: 07-09-1996 t/m 21-12-1996 04-01-1997 t/m 08-03-1997 | Hitnotering: 07-09-1996 t/m 21-12-1996 04-01-1997 t/m 08-03-1997 | Hitnotering: 07-09-1996 t/m 21-12-1996 04-01-1997 t/m 08-03-1997 | Hitnotering: 07-09-1996 t/m 21-12-1996 04-01-1997 t/m 08-03-1997 | Hitnotering: 07-09-1996 t/m 21-12-1996 04-01-1997 t/m 08-03-1997 | Hitnotering: 07-09-1996 t/m 21-12-1996 04-01-1997 t/m 08-03-1997 |
| Week                                                             | 1                                                                | 2                                                                | 3                                                                | 4                                                                | 5                                                                | 6                                                                | 7                                                                | 8                                                                | 9                                                                | 10                                                               | 11                                                               | 12                                                               | 13                                                               | 14                                                               | 15                                                               | 16                                                               |                                                                  | 17                                                               | 18                                                               | 19                                                               | 20                                                               | 21                                                               | 22                                                               | 23                                                               | 24                                                               | 25                                                               | 26                                                               |                                                                  |
| ---------------------------------------------------------------- | ---------------------------------------------------------------- | ---------------------------------------------------------------- | ---------------------------------------------------------------- | ---------------------------------------------------------------- | ---------------------------------------------------------------- | ---------------------------------------------------------------- | ---------------------------------------------------------------- | ---------------------------------------------------------------- | ---------------------------------------------------------------- | ---------------------------------------------------------------- | ---------------------------------------------------------------- | ---------------------------------------------------------------- | ---------------------------------------------------------------- | ---------------------------------------------------------------- | ---------------------------------------------------------------- | ---------------------------------------------------------------- | ---------------------------------------------------------------- | ---------------------------------------------------------------- | ---------------------------------------------------------------- | ---------------------------------------------------------------- | ---------------------------------------------------------------- | ---------------------------------------------------------------- | ---------------------------------------------------------------- | ---------------------------------------------------------------- | ---------------------------------------------------------------- | ---------------------------------------------------------------- | ---------------------------------------------------------------- | ---------------------------------------------------------------- |
| Nummer                                                           | 6                                                                | 1                                                                | 2                                                                | 7                                                                | 10                                                               | 12                                                               | 15                                                               | 18                                                               | 18                                                               | 19                                                               | 12                                                               | 9                                                                | 12                                                               | 17                                                               | 25                                                               | 33                                                               | uit                                                              | 36                                                               | 31                                                               | 35                                                               | 42                                                               | 46                                                               | 52                                                               | 64                                                               | 70                                                               | 77                                                               | 85                                                               |                                                                  |

### In Dreams (single)
| Hitnotering: 26-10-1996 t/m 08-03-1997 | Hitnotering: 26-10-1996 t/m 08-03-1997 | Hitnotering: 26-10-1996 t/m 08-03-1997 | Hitnotering: 26-10-1996 t/m 08-03-1997 | Hitnotering: 26-10-1996 t/m 08-03-1997 | Hitnotering: 26-10-1996 t/m 08-03-1997 | Hitnotering: 26-10-1996 t/m 08-03-1997 | Hitnotering: 26-10-1996 t/m 08-03-1997 | Hitnotering: 26-10-1996 t/m 08-03-1997 | Hitnotering: 26-10-1996 t/m 08-03-1997 | Hitnotering: 26-10-1996 t/m 08-03-1997 | Hitnotering: 26-10-1996 t/m 08-03-1997 | Hitnotering: 26-10-1996 t/m 08-03-1997 | Hitnotering: 26-10-1996 t/m 08-03-1997 | Hitnotering: 26-10-1996 t/m 08-03-1997 | Hitnotering: 26-10-1996 t/m 08-03-1997 | Hitnotering: 26-10-1996 t/m 08-03-1997 | Hitnotering: 26-10-1996 t/m 08-03-1997 | Hitnotering: 26-10-1996 t/m 08-03-1997 | Hitnotering: 26-10-1996 t/m 08-03-1997 | Hitnotering: 26-10-1996 t/m 08-03-1997 |
| Week                                   | 1                                      | 2                                      | 3                                      | 4                                      | 5                                      | 6                                      | 7                                      | 8                                      | 9                                      | 10                                     | 11                                     | 12                                     | 13                                     | 14                                     | 15                                     | 16                                     | 17                                     | 18                                     | 19                                     | 20                                     |
| -------------------------------------- | -------------------------------------- | -------------------------------------- | -------------------------------------- | -------------------------------------- | -------------------------------------- | -------------------------------------- | -------------------------------------- | -------------------------------------- | -------------------------------------- | -------------------------------------- | -------------------------------------- | -------------------------------------- | -------------------------------------- | -------------------------------------- | -------------------------------------- | -------------------------------------- | -------------------------------------- | -------------------------------------- | -------------------------------------- | -------------------------------------- |
| Nummer                                 | 35                                     | 15                                     | 9                                      | 6                                      | 3                                      | 4                                      | 7                                      | 9                                      | 14                                     | 17                                     | 19                                     | 24                                     | 30                                     | 35                                     | 36                                     | 43                                     | 58                                     | 76                                     | 98                                     | 98                                     |

### Wild Rhythm (single)
| Hitnotering: 04-05-1996 t/m 22-06-1996 | Hitnotering: 04-05-1996 t/m 22-06-1996 | Hitnotering: 04-05-1996 t/m 22-06-1996 | Hitnotering: 04-05-1996 t/m 22-06-1996 | Hitnotering: 04-05-1996 t/m 22-06-1996 | Hitnotering: 04-05-1996 t/m 22-06-1996 | Hitnotering: 04-05-1996 t/m 22-06-1996 | Hitnotering: 04-05-1996 t/m 22-06-1996 | Hitnotering: 04-05-1996 t/m 22-06-1996 |
| Week                                   | 1                                      | 2                                      | 3                                      | 4                                      | 5                                      | 6                                      | 7                                      | 8                                      |
| -------------------------------------- | -------------------------------------- | -------------------------------------- | -------------------------------------- | -------------------------------------- | -------------------------------------- | -------------------------------------- | -------------------------------------- | -------------------------------------- |
| Nummer                                 | 40                                     | 15                                     | 8                                      | 6                                      | 12                                     | 16                                     | 23                                     | 41                                     |

### If You Don't Know (single)
| Hitnotering: 10-08-1996 t/m 07-09-1996 | Hitnotering: 10-08-1996 t/m 07-09-1996 | Hitnotering: 10-08-1996 t/m 07-09-1996 | Hitnotering: 10-08-1996 t/m 07-09-1996 | Hitnotering: 10-08-1996 t/m 07-09-1996 | Hitnotering: 10-08-1996 t/m 07-09-1996 |
| Week                                   | 1                                      | 2                                      | 3                                      | 4                                      | 5                                      |
| -------------------------------------- | -------------------------------------- | -------------------------------------- | -------------------------------------- | -------------------------------------- | -------------------------------------- |
| Nummer                                 | 45                                     | 37                                     | 28                                     | 27                                     | 34                                     |

### That's When I'll Stop Loving You (single)
| Hitnotering: 01-03-1997 t/m 12-04-1997 | Hitnotering: 01-03-1997 t/m 12-04-1997 | Hitnotering: 01-03-1997 t/m 12-04-1997 | Hitnotering: 01-03-1997 t/m 12-04-1997 | Hitnotering: 01-03-1997 t/m 12-04-1997 | Hitnotering: 01-03-1997 t/m 12-04-1997 | Hitnotering: 01-03-1997 t/m 12-04-1997 | Hitnotering: 01-03-1997 t/m 12-04-1997 |
| Week                                   | 1                                      | 2                                      | 3                                      | 4                                      | 5                                      | 6                                      | 7                                      |
| -------------------------------------- | -------------------------------------- | -------------------------------------- | -------------------------------------- | -------------------------------------- | -------------------------------------- | -------------------------------------- | -------------------------------------- |
| Nummer                                 | 61                                     | 53                                     | 57                                     | 52                                     | 57                                     | 76                                     | 98                                     |

### The Number One (single)
| Hitnotering: 12-05-1997 t/m 16-08-1997 | Hitnotering: 12-05-1997 t/m 16-08-1997 | Hitnotering: 12-05-1997 t/m 16-08-1997 | Hitnotering: 12-05-1997 t/m 16-08-1997 | Hitnotering: 12-05-1997 t/m 16-08-1997 | Hitnotering: 12-05-1997 t/m 16-08-1997 | Hitnotering: 12-05-1997 t/m 16-08-1997 | Hitnotering: 12-05-1997 t/m 16-08-1997 | Hitnotering: 12-05-1997 t/m 16-08-1997 | Hitnotering: 12-05-1997 t/m 16-08-1997 | Hitnotering: 12-05-1997 t/m 16-08-1997 | Hitnotering: 12-05-1997 t/m 16-08-1997 | Hitnotering: 12-05-1997 t/m 16-08-1997 | Hitnotering: 12-05-1997 t/m 16-08-1997 | Hitnotering: 12-05-1997 t/m 16-08-1997 |
| Week                                   | 1                                      | 2                                      | 3                                      | 4                                      | 5                                      | 6                                      | 7                                      | 8                                      | 9                                      | 10                                     | 11                                     | 12                                     | 13                                     | 14                                     |
| -------------------------------------- | -------------------------------------- | -------------------------------------- | -------------------------------------- | -------------------------------------- | -------------------------------------- | -------------------------------------- | -------------------------------------- | -------------------------------------- | -------------------------------------- | -------------------------------------- | -------------------------------------- | -------------------------------------- | -------------------------------------- | -------------------------------------- |
| Nummer                                 | 50                                     | 33                                     | 28                                     | 20                                     | 21                                     | 20                                     | 29                                     | 30                                     | 34                                     | 38                                     | 49                                     | 51                                     | 67                                     | 81                                     |